# Konvoj OG 71
Konvoj OG 71 byl obchodní konvoj složený z obchodních lodí během druhé světové války. Byl to 71. z číslovaných konvojů OG směřujících z Britských ostrovů do Gibraltaru. Konvoj vyplul z Liverpoolu 13. srpna 1941 a 17. srpna byl objeven letounem Focke-Wulf Fw 200 Condor z Kampfgeschwader 40. Od 19. srpna se stal prvním válečným konvojem, který byl napaden koordinovanou skupinou německých ponorek (vlčí smečkou) složenou z osmi ponorek z 1. ponorkové flotily operující z Brestu. Než 23. srpna ponorky ztratily kontakt s konvojem, bylo potopeno deset lodí o celkové tonáži 15 185 BRT.

## Odkaz
Tento konvoj byl znám jako „Konvoj noční můra“. Byl potopeno osm obchodních lodí, dvě doprovodné lodě a bylo zmařeno více než 400 životů, včetně 152 z komodorovy lodi Aguila (146 zemřelo 19. srpna a šest přeživších bylo ztraceno 22. srpna, kdy se potopil Empire Oak). Mezi ztrátami na Aguile bylo i 22 „ztracených Wrens“ (členek Ženské královské námořní služby neboli WRNS), které se dobrovolně přihlásily do služby na Gibraltaru. Poté již Wrens nikdy nebyly posílány osobními loděmi v konvojích, ale přepravovány na lodích HMS. Na jejich počest byla nová šalupa třídy Black Swan, spuštěná na vodu v roce 1942, pojmenována HMS Wren, zatímco záchranný člun třídy Liverpool, spuštěný na vodu v roce 1951, byl pojmenován Aguila Wren.
Z přeživších obchodních lodí konvoje jich pět dorazilo na Gibraltar, zatímco deset se jich stáhlo do neutrálního Portugalska. Což bylo popsáno jako „nejtrpčí akt kapitulace, jaký nás kdy mohl potkat“.
Dvě lodě z neutrálního Irska vezly britské uhlí - po tomto incidentu se irští rejdaři rozhodli, že nebudou plout v britských konvojích, ale v prvních měsících roku 1942 s touto praxí přestali.

### Alianční obchodní lodi
V Liverpoolu se ke konvoji připojilo celkem 23 obchodních lodí.
| Název                | Příslušnost | Tonáž (BRT) | Poznámka |
| -------------------- | ----------- | ----------- | --- |
| Aguila (1917)        | VB          | 3 255       | Osobní loď potopena U-201 dne 19. srpna, 146 mrtvých (dalších šest přeživších zahynulo při ztrátě Empire Oak o tři dny později) Komodorská loď konvoje (viceadmirál P. E. Parker DSO) |
| Aighai (1896)        | Řecko       | 1 406       | Ustoupila do Porta |
| Aldergrove (1918)    | VB          | 1 974       | Potopena U-201 dne 23. srpna, 1 mrtvý |
| Alva (1934)          | VB          | 1 584       | Potopena U-559 dne 19. srpna |
| Cervantes (1919)     | VB          | 1 810       | Ustoupila do Lisabonu |
| Ciscar (1919)        | VB          | 1 808       | Potopena U-201 dne 19. srpna |
| Clonlara (1926)      | Irsko       | 1 203       | Při ústupu do Lisabonu potopena U-201 dne 22. srpna, 19 mrtvých |
| Copeland (1923)      | VB          | 1 526       | Záchranná loď |
| Ebro (1920)          | Dánsko      | 1 547       | Dosáhla Gibraltaru |
| Empire Oak (1941)    | VB          | 484         | Potopena U-564 dne 22. srpna, 19 mrtvých (včetně 6 ze 6 původně zachráněných z lodi Aguila a 9 z 11 zachráněných z lodi Alva)                                                         |
| Empire Stream (1941) | VB          | 2 911       | Ustoupila do Lisabonu. Vicekomodorova loď |
| Grelhead (1915)      | VB          | 4 274       | Ustoupila do Lisabonu |
| Lanarhone (1928)     | Irsko       | 1 221       | Ustoupila do Lisabonu |
| Lapwing (1920)       | VB          | 1 348       | Dosáhla Gibraltaru |
| Lyminge (1919)       | VB          | 2 499       | Ustoupila do Lisabonu |
| Marklyn (1918)       | VB          | 3 090       | Dosáhla Gibraltaru |
| Meta (1930)          | VB          | 1 575       | Ustoupila do Lisabonu |
| Petrel (1920)        | VB          | 1 354       | Ustoupila do Porto |
| Spero (1922)         | VB          | 1 589       | Dosáhla Gibraltaru |
| Spind (1917)         | Norsko      | 2 197       | Torpédován a poškozen U-564 a nakonec potopena U-552 dne 23. srpna, beze ztrát |
| Starling (1930)      | VB          | 1 320       | Dosáhla Gibraltaru |
| Stork (1937)         | VB          | 787         | Potopena U-201 dne 23. srpna, 19 mrtvých |
| Switzerland (1922)   | VB          | 1 291       | Ustoupila do Lisabonu |

### Doprovod konvoje
Konvoj v různých obdobích jeho cesty doprovázela řada ozbrojených vojenských lodí.
| Název                | Příslušnost          | Typ                       | Připojil se od | do                                            |
| -------------------- | -------------------- | ------------------------- | -------------- | --------------------------------------------- |
| HNoMS Bath (I17)     | Royal Norwegian Navy | Třída Wickes torpédoborec | 13. srpna 1941 | Potopena U-204 dne 19. srpna 1941, 88 mrtvých |
| HMS Bluebell (K80)   | Royal Navy           | Třída Flower korveta      | 15. srpna 1941 | 23. srpna 1941                                |
| HMS Boreas (H77)     | Royal Navy           | Třída B torpédoborec      | 22. srpna 1941 | 23. srpna 1941                                |
| HMS Campanula (K18)  | Royal Navy           | Třída Flower korveta      | 15. srpna 1941 | 23. srpna 1941                                |
| HMS Campidne (K108)  | Royal Navy           | Třída Flower korveta      | 15. srpna 1941 | 23. srpna 1941                                |
| HMS Gurkha (G63)     | Royal Navy           | Třída L torpédoborec      | 20. srpna 1941 | 23. srpna 1941                                |
| HMS Hydrangea (K39)  | Royal Navy           | Třída Flower korveta      | 15. srpna 1941 | 23. srpna 1941                                |
| HMS Lance (G87)      | Royal Navy           | Třída L torpédoborec      | 20. srpna 1941 | 23. srpna 1941                                |
| HMS Leith (U36)      | Royal Navy           | Třída Grimsby šalupa      | 13. srpna 1941 | 23. srpna 1941                                |
| HMS Vidette (D48)    | Royal Navy           | Třída V torpédoborec      | 21. srpna 1941 | 23. srpna 1941                                |
| HMS Wallflower (K44) | Royal Navy           | Třída Flower korveta      | 15. srpna 1941 | 23. srpna 1941                                |
| HMS Wivern (D66)     | Royal Navy           | Třída W torpédoborec      | 22. srpna 1941 | 23. srpna 1941                                |
| HMS Zinnia (K98)     | Royal Navy           | Třída Flower korveta      | 13. srpna 1941 | Potopena U-564 dne 23. srpna 1941, 68 mrtvých |

## Zúčastněné ponorky
Ponorky 
| Ponorka  | Velitel                                                                                | Typ                                                                                    | Základna                                                                               | Zdroj                                                                                  |
| -------- | -------------------------------------------------------------------------------------- | -------------------------------------------------------------------------------------- | -------------------------------------------------------------------------------------- | -------------------------------------------------------------------------------------- |
| U 75     | Kptlt. Helmuth Ringelmann                                                              | VIIB                                                                                   | 7. ponorková flotila St. Nazaire                                                       | [ 22 ]                                                                                 |
| U 83     | Kptlt. Hans-Werner Kraus                                                               | VIIB                                                                                   | 1. ponorková flotila Brest                                                             | [ 23 ]                                                                                 |
| U 106    | Kptlt. Jürgen Oesten                                                                   | IXB                                                                                    | 2. ponorková flotila Lorient                                                           | [ 24 ]                                                                                 |
| U 201    | Kptlt. Adalbert Schnee                                                                 | VIIC                                                                                   | 1. ponorková flotila Brest                                                             | [ 25 ]                                                                                 |
| U 204    | Kptlt. Walter Kell                                                                     | VIIC                                                                                   | 1. ponorková flotila Brest                                                             | [ 26 ]                                                                                 |
| U 552    | Kkpt. Erich Topp                                                                       | VIIC                                                                                   | 7. ponorková flotila St. Nazaire                                                       | [ 27 ]                                                                                 |
| U 564    | Kkpt. Reinhard Suhren                                                                  | VIIC                                                                                   | 1. ponorková flotila Brest                                                             | [ 28 ]                                                                                 |
| U 559    | Kptlt. Hans Heidtmann                                                                  | VIIC                                                                                   | 1. ponorková flotila Brest                                                             | [ 29 ]                                                                                 |
| Poznámka | Kptlt. – Kapitanleutnant (námořní kapitán), Kkpt – Korvettenkapitän (korvetní kapitán) | Kptlt. – Kapitanleutnant (námořní kapitán), Kkpt – Korvettenkapitän (korvetní kapitán) | Kptlt. – Kapitanleutnant (námořní kapitán), Kkpt – Korvettenkapitän (korvetní kapitán) | Kptlt. – Kapitanleutnant (námořní kapitán), Kkpt – Korvettenkapitän (korvetní kapitán) |